# Gösta Adrian-Nilsson
Pour les articles homonymes, voir GAN, Adrian et Nilsson.
Gösta Adrian-Nilsson (2 avril 1884 à Lund - 29 mars 1965 à Stockholm), communément appelé GAN, est un artiste et écrivain suédois. Il est considéré comme un pionnier du mouvement artistique moderniste suédois.

## Biographie
Gösta Adrian-Nilsson naît dans une famille d'agriculteurs du sud de la Suède. Il fait ses débuts en tant qu'artiste en 1907 en participant à une exposition d'art à l'université de Lund.
Il fréquente ensuite une école technique, puis l'école de Kristian Zahrtmann à Copenhague.
En 1913, il voyage à Berlin. Il y découvre l'art abstrait, le futurisme et le cubisme, ce qui a un impact majeur sur son propre art.
De 1920 à 1925, il vit à Paris.
GAN meurt à Stockholm le 29 mars 1965 et est enterré au cimetière de Norra kyrkogården à Lund.

## Carrière
GAN influence les membres du groupe Halmstad (Halmstadgruppen). Grâce à un vieil ami de GAN, l'ingénieur ferroviaire Egon Östlund, il retrouve ses cousins Axel et Erik Olson et Waldemar Lorentzon. En 1928, il fait la connaissance de Sven Jonson et d'Esaias Thorén, qui devient un de ses plus grands admirateurs. Sa phase surréaliste les influence, mais aussi ses variations sur la vie des marins.
Ses œuvres ultérieures se rapprochent du romantisme, inspirées qu'elles sont par le peintre paysagiste Marcus Larson. En plus des peintures à l'huile, il réalise également des aquarelles et écrit des poèmes, des nouvelles et des livres pour enfants.
L’homosexualité de GAN se reflète dans plusieurs de ses œuvres. Par exemple, pendant plusieurs périodes, il est obsédé par les marins et adore la force masculine. Un autre de ses motifs préférés est les sportifs. Comme l'érotisme homosexuel est à la fois illégal et tabou, GAN est contraint de vivre une double vie.